# ウッペツ川
ウッペツ川（ウッペツがわ）は、北海道旭川市を流れる石狩川の支流。

## 概要
旭川市内を縫うように流れ石狩川と合流する。流路延長は11.7km。

## 名称由来
アイヌ語の「ウッ・ペッ（Ut-pet）」は「助骨・川」を意味する言葉であり、近文市街地の西側を肋骨のような形を描いて流れていた。

## 主な橋梁
- 春光高架橋 - 北海道道72号旭川幌加内線
- 乙部川鉄道橋 - 函館本線